# Peggle Nights
Peggle Nights est un jeu vidéo développé et édité par PopCap Games. Il est publié en septembre 2008 pour Mac et Windows en téléchargement. Il fait suite au jeu Peggle sorti en 2007.
Une version sur Nintendo DS appelée Peggle: Dual Shot regroupe le jeu original sa suite.

## Histoire
Le jeu reprend le lieu et les personnages de Peggle. Le joueur se retrouve donc à l’institut Peggle, mais de nuit. Les images d'arrière plan de chaque niveau représentent les rêves de chacun des Peggle Masters (les personnages jouables) :
| Personnage                             | Rêve |
| -------------------------------------- | --- |
| Bjorn la Licorne (licorne)             | Bjorn s'imagine en justicier masqué qui, à l'instar de Batman, sort une fois la nuit tombée pour combattre le crime. |
| Jimmy L'éclair (tamia)                 | Habitué à se qu'on ne le considère pas très intelligent, Jimmy rêve qu'il est un grand chimiste et qu'il reçoit le prix Nobel. |
| Renfield (citrouille-lanterne)         | Il entre dans la peau d'un grand peintre, revisitant pour l'occasion Nuit étoilée, Le Cri, La Grande Vague de Kanagawa et La Persistance de la mémoire. |
| Kat Tut (chat)                         | Le félin devient artiste du cirque : dompteur, homme-canon, acrobate... |
| Splork (alien)                         | L'extra-terrestre est un champion de bowling. |
| Claude le Homard (homard)              | Le homard français revient dans son pays natal mais il mesure plusieurs dizaines de mètres de haut et ravage Paris. |
| Tula la Fleur de Tournesol (tournesol) | Rêve compréhensible pour une fleur : Tula imagine qu'elle possède des jambes et peut enfin voyager et faire le tour du monde : le Mont Rushmore (représentant des autres personnages de Peggle), Stonehenge, les pyramides de Gizeh, la Grande Muraille de Chine. |
| Lord Cinderbottom (dragon)             | Paradoxalement, le maître du feu rêve qu'il est... un pompier ! |
| Warren le Lapin (lapin)                | Il devient un aventurier chasseur de trésor qui n'est pas sans rappeler Indiana Jones. |
| Maitre Hu (hibou)                      | La nuit, le si sérieux Maître Hu se transforme en rock star. |

## Système de jeu
Peggle Nights constitue moins une suite qu’une extension au jeu original Peggle, et le gameplay reste le même d’une version à l’autre. 
Les principaux apports sont les soixante nouveaux niveaux et soixante nouveaux challenges. Il existe aussi un nouveau personnage jouable appelé Marina. Celle-ci a inventé un appareil lui conférant un nouveau pouvoir (déclenché par les pegs verts). Elle part à la recherche de l'institut dans le but de devenir un Peggle Master.
| Nom du personnage | Espèce | Pouvoir magique | Description                                                                                              |
| ----------------- | ------ | --------------- | --- |
| Marina            | Calmar | Electroboule    | Un arc électrique relie le premier peg touché au panier en allumant les pegs se situant sur son passage. |

Chaque niveau possède un score à atteindre (ace score). Sa validation est optionnelle, tout comme l’objectif de toucher tous les pegs d’un niveau (all cleared).
Enfin, une « salle des trophées » a aussi été ajoutée, permettant de visualiser l'avancement du joueur au travers des récompenses accumulées (les portraits des différents personnages sont débloqués au fur et à mesure du mode aventure, quatre trophées récompensent la réussite du mode aventure, de l'ensemble des challenges, des ace score et all cleared).

## Extensions
En avril 2009, deux pack de niveaux bonus ont été annoncés par PopCap Games. Ces extensions gratuitement téléchargeable sur leur site web offrent quelques niveaux et challenges supplémentaires. Le premier pack a pour thème le printemps (spring level pack) et le second les fêtes de fin d'année (holiday level pack), ce qui correspond à leurs dates de mise en ligne.
Un troisième pack a été ensuite ajouté, dont les niveaux sont composés des 5 meilleurs dessins d'un concours de fan art organisé par PopCap en 2009 (art contest level pack).